# International Basketball Association 1998-1999
La stagione IBA 1998-99 fu la quarta della International Basketball Association. Parteciparono 10 squadre divise in due gironi.
Rispetto alla stagione precedente si aggiunsero i Billings RimRockers e i Mansfield Hawks. i Black Hills Posse cambiarono nome in Rapid City Thrillers, mentre i St. Paul Slam! si trasferirono a Rochester, rinominandosi Rochester Skeeters.

## Squadre partecipanti
- Billings RimRockers
- Dakota Wizards
- D.M. Dragons
- Fargo-Moor. Beez
- Magic C. Snowbears
- Mansfield Hawks
- Rapid City Thrillers
- Rochest. Skeeters
- Winnipeg Cyclone
- Wisconsin Blast

## Classifiche

### East Division
| Squadra             | V  | P  | %    | GB |
| ------------------- | -- | -- | ---- | -- |
| Mansfield Hawks     | 26 | 8  | 76,5 | -  |
| Des Moines Dragons  | 18 | 16 | 52,9 | 8  |
| Rochester Skeeters  | 17 | 17 | 50,0 | 9  |
| Wisconsin Blast     | 14 | 20 | 41,2 | 12 |
| Fargo-Moorhead Beez | 14 | 20 | 41,2 | 12 |

### West Division
| Squadra              | V  | P  | %    | GB |
| -------------------- | -- | -- | ---- | -- |
| Winnipeg Cyclone     | 22 | 12 | 64,7 | -  |
| Magic City Snowbears | 17 | 17 | 50,0 | 5  |
| Rapid City Thrillers | 16 | 18 | 47,1 | 6  |
| Billings RimRockers  | 14 | 20 | 41,2 | 8  |
| Dakota Wizards       | 12 | 22 | 35,3 | 10 |

## Play-off

### Semifinali di division
| 19 febbraio 1999 | Wisconsin Blast | 96 – 93 (d.1t.s.) | Mansfield Hawks |  |

| 21 febbraio 1999 | Mansfield Hawks | 109 – 81 | Wisconsin Blast |  |

| 22 febbraio 1999 | Mansfield Hawks | 116 – 105 | Wisconsin Blast |  |

| 20 febbraio 1999 | Des Moines Dragons | 105 – 97 | Rochester Skeeters |  |

| 21 febbraio 1999 | Des Moines Dragons | 99 – 95 | Rochester Skeeters |  |

| 18 febbraio 1999 | Billings RimRockers | 127 – 118 | Winnipeg Cyclone |  |

| 20 febbraio 1999 | Winnipeg Cyclone | 120 – 108 | Billings RimRockers |  |

| 21 febbraio 1999 | Winnipeg Cyclone | 146 – 123 | Billings RimRockers |  |

| 18 febbraio 1999 | Rapid City Thrillers | 119 – 109 | Magic City Snowbears |  |

| 21 febbraio 1999 | Magic City Snowbears | 100 – 98 | Rapid City Thrillers |  |

| 24 febbraio 1999 | Magic City Snowbears | 102 – 96 | Rapid City Thrillers |  |

### Finali di division
| 28 febbraio 1999 | Des Moines Dragons | 87 – 83 | Mansfield Hawks |  |

| 2 marzo 1999 | Mansfield Hawks | 109 – 93 | Des Moines Dragons |  |

| 3 marzo 1999 | Mansfield Hawks | 89 – 86 | Des Moines Dragons |  |

| 26 febbraio 1999 | Winnipeg Cyclone | 119 – 113 | Magic City Snowbears |  |

| 28 febbraio 1999 | Magic City Snowbears | 129 – 117 | Winnipeg Cyclone |  |

| 2 marzo 1999 | Magic City Snowbears | 118 – 108 | Winnipeg Cyclone |  |

### Finale IBA
| 5 marzo 1999 | Mansfield Hawks | 96 – 90 | Magic City Snowbears |  |

| 7 marzo 1999 | Mansfield Hawks | 99 – 96 | Magic City Snowbears |  |

| 10 marzo 1999 | Mansfield Hawks | 114 – 109 | Magic City Snowbears |  |

### Tabellone
|  | Semifinali di division | Semifinali di division | Semifinali di division |            |           | Finali di division | Finali di division | Finali di division |  |  | Finale IBA | Finale IBA | Finale IBA |  |
|  |                        |                        |                        |            |           |                    |                    |                    |  |  |            |            |            |  |
|  | 1e                     | Mansfield              | 2                      |            |           |                    |                    |                    |  |  |            |            |            |  |
|  | 1e                     | Mansfield              | 2                      |            |           |                    |                    |                    |  |  |            |            |            |  |
|  | 4e                     | Wisconsin              | 1                      |            |           |                    |                    |                    |  |  |            |            |            |  |
|  | 4e                     | Wisconsin              | 1                      |            | 1e        | Mansfield          | 2                  |                    |  |  |            |            |            |  |
|  |                        |                        |                        |            | 1e        | Mansfield          | 2                  |                    |  |  |            |            |            |  |
|  |                        |                        | 2e                     | Des Moines | 1         |                    |                    |                    |  |  |            |            |            |  |
|  | 3e                     | Rochester              | 2e                     | Des Moines | 1         | 0                  |                    |                    |  |  |            |            |            |  |
|  | 3e                     | Rochester              |                        |            |           |                    |                    |                    |  |  |            |            |            |  |
|  | 2e                     | Des Moines             | 2                      |            |           |                    |                    |                    |  |  |            |            |            |  |
|  | 2e                     | Des Moines             | 2                      |            | Mansfield | Mansfield          | 3                  |                    |  |  |            |            |            |  |
|  |                        |                        |                        |            |           |                    |                    |                    |  |  |            |            |            |  |
|  |                        |                        | Magic City             | Magic City | 0         |                    |                    |                    |  |  |            |            |            |  |
|  | 2w                     | Magic City             | Magic City             | Magic City | 0         | 2                  |                    |                    |  |  |            |            |            |  |
|  | 2w                     | Magic City             |                        |            |           |                    |                    |                    |  |  |            |            |            |  |
|  | 3w                     | Rapid City             | 1                      |            |           |                    |                    |                    |  |  |            |            |            |  |
|  | 3w                     | Rapid City             | 1                      |            | 2w        | Magic City         | 2                  |                    |  |  |            |            |            |  |
|  |                        |                        |                        |            | 2w        | Magic City         | 2                  |                    |  |  |            |            |            |  |
|  |                        |                        | 1w                     | Winnipeg   | 1         |                    |                    |                    |  |  |            |            |            |  |
|  | 4w                     | Billings               | 1w                     | Winnipeg   | 1         | 1                  |                    |                    |  |  |            |            |            |  |
|  | 4w                     | Billings               |                        |            |           |                    |                    |                    |  |  |            |            |            |  |
|  | 1w                     | Winnipeg               | 2                      |            |           |                    |                    |                    |  |  |            |            |            |  |

## Vincitore
| Campione IBA 1999           |
| --------------------------- |
| Mansfield Hawks (1º titolo) |

## Statistiche
| Categoria             | Giocatore        | Squadra             | Stat |
| --------------------- | ---------------- | ------------------- | ---- |
| Punti per gara        | Andrell Hoard    | Winnipeg Cyclone    | 28,6 |
| Rimbalzi per gara     | DeRon Rutledge   | Dakota Wizards      | 13,6 |
| Assist per gara       | Curt Smith       | Des Moines Dragons  | 8,5  |
| Palle rubate per gara | Roderick Blakney | Dakota Wizards      | 2,8  |
| Stoppate per gara     | Garth Joseph     | Mansfield Hawks     | 2,5  |
| FG%                   | Garth Joseph     | Mansfield Hawks     | 64,7 |
| FT%                   | Darren Sanderlin | Winnipeg Cyclone    | 90,3 |
| 3FG%                  | Melvin Watson    | Fargo-Moorhead Beez | 43,3 |

## Premi IBA
- IBA Most Valuable Player: Andrell Hoard, Winnipeg Cyclone e Mike Lloyd, Mansfield Hawks
- IBA Coach of the Year: Darryl Dawkins, Winnipeg Cyclone e Kevin Mackey, Mansfield Hawks
- IBA Rookie of the Year: Roderick Blakney, Dakota Wizards
- IBA Defensive Player of the Year: Roderick Blakney, Dakota Wizards
- IBA Sixth Man of the Year: Rob Feaster, Rochester Skeeters
- IBA Playoff Most Valuable Player: Mike Lloyd, Mansfield Hawks
- All-IBA First Team
  - Andrell Hoard, Winnipeg Cyclone
  - Mike Lloyd, Mansfield Hawks
  - DeRon Rutledge, Dakota Wizards
  - Curt Smith, Des Moines Dragons
  - Kip Stone, Rapid City Thrillers
- All-IBA Second Team
  - Tim Gill, Rochester Skeeters
  - Lonnie Harrell, Rapid City Thrillers
  - Garth Joseph, Mansfield Hawks
  - Seth Marshall, Mansfield Hawks
  - Gary Williams, Billings RimRockers
- IBA Honorable Mention
  - Bryant Basemore, Magic City Snowbears
  - Roderick Blakney, Dakota Wizards
  - Jamie Booker, Billings RimRockers
  - Rob Feaster, Rochester Skeeters
  - Sean Tyson, Winnipeg Cyclone